# Ohad Naharin
Ohad Naharin ((he) אוהד נהרין), né le 22 juin 1952 à Mizra (en) en Israël, est un danseur et chorégraphe israélien (naturalisé américain en 1991) de danse contemporaine. Depuis 1990, il est le chorégraphe résident de la Batsheva Dance Company basée à Tel Aviv.

## Biographie

### Enfance et formation
Ohad Naharin naît à Mizra (en), un kibboutz au nord d'Israël en Galilée, entre Afoula et Nazareth. Ses grands-parents sont originaires de Russie et de Pologne. Il est le fils aîné de parents juifs membres du mouvement socialiste sioniste Hashomer Hatzair. Son grand-père maternel fut l'un des pionniers (halutzim) de la colonisation agricole juive en Palestine qui avait participé au drainage des marécages du pays. Son père, Eliahav Naharin, a été acteur au Théâtre hébraïque Habima à Tel Aviv dans les années 1940, puis enseignant, directeur de lycée, et psychothérapeute. Sa mère, Tzofia était une danseuse qui à cause de problèmes de santé, a été contrainte d'abandonner la danse pour l'enseignement du mouvement et de la composition musicale. C'est une enseignante et praticienne de la méthode Feldenkrais.
Il commence des études d'architecture qu'il doit interrompre à cause de la Guerre du Kippour en 1973. Il choisit en définitive la carrière de danseur et part travailler avec Yehudit Arnon et puis avec John Hill Sagan à Haifa.

### Carrière de danseur et chorégraphe
Ohad Naharin commence sa carrière de danseur en 1974, au sein de la Batsheva Dance Company fondée en 1964 en Israël par Martha Graham et la baronne Batsheva de Rothschild. Sa tutrice est cependant Noemi Lapzeson à laquelle il devient très attaché. À l'invitation de Martha Graham qui visite et travaille en 1975 en Israël (elle y crée la chorégraphie Jacob's Scale, avec Ohad Naharin interprétant Ésaü), il vient parfaire sa formation à New York dans son école de l'American Ballet puis après 1976 à la Juilliard School, avec pour professeurs Maggie Black et David Howard. Il prend également des leçons au studio de la danseuse Kazuko Hirabayashi (en) avec David Gordon (en), Gina Buntz, et Billy Seigenfeld. En 1980, il rejoint Mudra de Maurice Béjart à Bruxelles pour une année qu'il qualifie de difficile. À son retour en Israël, il danse dans l'ensemble Bat Dor (en) et fait la connaissance de Mari Kajuwara, danseuse nippo-américaine de ballet, qu'il épouse. De 1980 à 1990, ils retournent ensemble à New York pour danser avec différents chorégraphes de la scène américaine comme Gina Buntz, Beate Gordon, David Gordon, Kazuko Hirabayashi, Mary Kajuwara, David Manion, Larry Rhodes et Emanuel Sella.
Avec le spectacle Haru No Umi créé dans le studio de Hirabayashi, Ohad Naharin fait ses débuts de chorégraphe. Il développe des techniques spéciales de danse, comme celle appelée Gaga — un style unique de mouvement — avec des schémas nouveaux et inhabituels. Gaga est devenue la technique de base des danseurs de la Batsheva Dance Company et est pratiquée et enseignée au-delà de l'institution. Ses chorégraphies sont présentées et produites par différentes institutions comme le Nederlands Dans Theater (en 1987, Jiri Kylian lui commande des ballets), le Grand Théâtre de Genève, le Ballet de Francfort, le Lyon Opera Ballet, les Grands Ballets Canadiens, le jeune Cedar Lake Contemporary Ballet, la Rambert Dance Company, le Compagnie nationale de danse espagnole, l'Opéra de Paris ou encore le théâtre national de Chaillot en 2013.
En 1990, Ohad Naharin retourne en Israël et prend la direction de la Batsheva Dance Company. En 2001, son épouse Mari Kajuwara meurt d'un cancer. En septembre 2003, il transmet provisoirement la direction de la Batsheva à ses proches collaborateurs Yoshifumi Inao, Sharon Eyal et Naomi Bloch-Fortis, tout en gardant une fonction dans la compagnie.
Ayant lui-même une solide formation musicale, Ohad Naharin collabore dans ses travaux avec des musiciens professionnels comme la formation Tractor's Revenge (Nikmat Hatraktor), des musiciens du rock comme Avi Balleli et Dan Makov (Anaphasa), Ivry Lider (Kaamos, Z/Na), Peter Zegveld et Thijs van der Poll (Sabotage Baby), Karni Postel, Habib Alla Jamal (Naharin's Virus) ou Grischa Lichtenberger. Après 1990, il travaille également avec le spécialiste en lumières Bambi (Bueno) et la créatrice de costumes Rakefet Levy. Sous le pseudonyme Maxim Waratt, Ohad Naharin a composé la musique pour MAX (2007) ainsi qu’édité et mixé les bandes sonores pour Mamootot (2003) et Hora (2009).
La compagnie Batsheva a pour projet de construire son propre centre d'arts de la scène, à la suite du don par la municipalité de Tel Aviv de l'ancienne gare routière. Ohad Naharin espère changer le visage et revitaliser la région pauvre du sud de Tel-Aviv.
Dans son documentaire de 2007, Out of Focus, le réalisateur Tomer Heymann filme le processus scénique de la Décadance avec le Cedar Lake Contemporary Ballet. En 2015, le documentaire gagnant de plusieurs prix, Mr Gaga, sur les pas d'Ohad Naharin de Tomer Heyman, retrace le parcours  personnel et professionnel du danseur et chorégraphe.
Citoyen d'Israël et des États-Unis, Ohad Naharin vit en Israël avec sa deuxième épouse, danseuse et créatrice de costumes, Eri Nakamura, et leur fille, Noga.

## Principales chorégraphies
- 1980 : Haru No Umi
- 1987 : Chameleon Dances
- 1988 : Tabula Rasa
- 1989 : Queens of Golub et Innostress
- 1990 : Echad mi yodea
- 1991 : Sinking of the Titanic
- 1992 : Black Milk excerpts of Kyr et Off White
- 1993 : Perpetuum
- 1995 : Kaamos
- 1996 : Arbos
- 1997 : Sabotage Baby et Two Short Stories
- 1998 : Anaphase
- 2003 : Mamootot
- 2003 : Kamuyot
- 2005 : Deca Dance
- 2006 : Three
- 2007 : Max
- 2007 : Decadance pour le Cedar Lake Contemporary Ballet
- 2008 : Minus One
- 2009 : Hora
- 2011 : Sadeh21
- 2015 : Last Work
- 2023 : Momo

## Prix et distinctions
Les principaux prix et distinction reçus par Ohad Naharin sont :
- chevalier de l'Ordre des Arts et des Lettres (1998)
- Samuel H. Scripps/American Dance Festival Award (2009) pour l'ensemble de sa carrière
- Jewish Cultural Achievement Awards, Prix pour mérite de la Fondation culturelle juive aux États-Unis (2008)
- Bessie Awards à New York pour Virus (2002) et Anaphaza (2004)[7]
- Prix EMET pour contributions au progrès des arts et de la science (2009) en Israël
- Prix Israël (2005) pour la danse
- Docteur Honoris causa de l'Institut Weizmann (2004), de l'université hébraïque de Jérusalem (2008) et de la Juilliard School (2013)[7].